# Persona 3
Persona 3 (ペルソナ3) thường được biết đến với tên Shin Megami Tensei: Persona 3 là phiên bản thứ tư của dòng trò chơi Persona (ペルソナ) được phát triển bởi Atlus dành cho hệ máy PlayStation 2. Series Persona là 1 spin-off của Shin Megami Tensei - 1 series game lớn hơn. Persona 3 phát hành vào ngày 13 tháng 7 năm 2006 cho hệ PlayStation 2. Phiên bản mở rộng là Persona 3 FES với nhiều tình tiết mở rộng và một phần chơi mới đã phát hành vào ngày 19 tháng 4 năm 2007 tại Nhật Bản và cho khác khu vực khác là năm 2008. Phiên bản cho hệ PlayStation Portable là Persona 3 Portable đã phát hành vào ngày 1 tháng 11 năm 2009 bổ sung thêm nhân vật nữ chính cùng các tình tiết ứng với nhân vật này, phiên bản này cũng được thiết kế lại để thích hợp cho hệ PSP.
Trong trò chơi người chơi sẽ vào vai một nam sinh trung học, người được mời gia nhập vào nhóm Specialized Extracurricular Execution Squad (SEES), một nhóm học sinh có khả năng đặc biệt có thể vào Dark Hour - một khoảng thời gian đặc biệt xuất hiện sau khi giờ thứ 24 trôi qua mà người bình thường sẽ không cảm nhận được nếu không có khả năng. Trong khoảng thời gian này tòa tháp Tartarus sẽ xuất hiện và cùng với nó là các Shadow - những sinh vật hình thành từ những ý nghĩ của con người và quay lại ăn lý trí của chính những người tạo ra chúng. Để chống lại các sinh vật này các thành viên của nhóm SEES sử dụng khả năng đặc biệt là triệu hồi các Persona vốn chính là những tính cách bên trong con người xuất hiện với hình dạng những vị thần hay sinh vật thần thoại mang những quyền năng đặc biệt. Trong mặt khác của trò chơi khi mà người chơi ở trong thế giới bình thường nơi không phải chiến đấu với các Shadow thì Persona 3 sử dụng yếu tố mô phỏng xã hội, người chơi sẽ nói chuyện, kết bạn, mua sắm cũng như có thể hẹn hò với các nhân vật nữ để tăng sự liên kết của nhân vật chính với xã hội từ đó tính cách trở nên trưởng thành hơn giúp triệu tập các Persona mạnh hơn khi chiến đấu (nhưng nếu hẹn hò với nhiều người quá sẽ khiến nhân vật chính gặp rắc rối to sau đó nếu không biết cách xử lý).
Âm nhạc của Persona 3, Persona 3 FES và Persona 3 Portable cũng đã phát hành cùng với các album chỉnh sửa khác của các trò chơi trong dòng Persona. Các buổi hòa nhạc dành riêng cho các trò chơi của dòng Persona cũng đã được thực hiện.
Trò chơi cũng được chuyển thể thành manga, nhiều radio drama. Một anime ngoại truyện cũng được thực hiện với tên Persona: Trinity Soul (ペルソナ 〜トリニティ・ソウル〜) lấy bối cảnh 10 năm sau các sự kiện Persona 3 tuy không liên quan gì đến trò chơi nhưng bộ anime lấy bối cảnh trong cùng thế giới của Persona 3 cũng như một số nhân vật trong trò chơi cũng xuất hiện một cách thoáng qua. Bộ anime này đã phát sóng từ ngày 05 tháng 1 đến ngày 28 tháng 6 năm 2008. Phiên bản tiếp theo của dòng trò chơi này là Persona 4 đã phát hành vào ngày 10 tháng 7 năm 2008.

## Cốt Truyện

### The Journey
"The Journey" là tên câu chuyện trong Persona 3 hoặc có tên là "Episode Yourself" trong bản Nhật. Lấy bối cảnh vào năm 2009, Persona 3 khởi đầu với cảnh nhân vật chính (Yuki Makoto) trở về 1 thành phố thuộc đảo Tatsumi Port 10 năm sau cái chết của ba mẹ anh vì tai nạn. Anh được giới thiệu là học sinh chuyển trường vừa dọn tới kí túc xá Iwatodai nhưng lại tới muộn (trong bộ anime chuyển thể, lí do được đưa ra là vì 1 người tử tự ở tàu điện ngầm). 1 cậu bé bí ẩn tự gọi mình là Pharos, giới thiệu bản thân với nhân vật chính và kêu anh ta kí vào 1 bản hợp đồng rằng nhân vật chính sẽ chấp nhận chịu hoàn toàn mọi trách nhiệm cho hành động của mình. Cậu bé nhân chóng dẫn dắt anh tới với nhóm SEES (Special Extracurricular Execution Squad), 1 câu lạc bộ của Trường Trung Học Gekkoukan, được ngụy trang thành 1 CLB hoàn toàn bình thường cho đến khi nhân vật chính phát hiện về Shadows và Dark Hour. The Dark Hour là giờ bí mật mà chỉ có một số ít người được chọn có "tiềm năng" mới biết. Shadows cũng khiến nhiều người trở thành nạn nhân của hội chứng thờ ơ. 1 tình trạng bí ẩn khiến họ rơi vào trạng thái giống người thực vật, mất đi ý chí sống, các nạn nhân đó được gọi là "The Lost" (Kẻ lạc lõng). Sau khi bị kẹt trong Dark Hour và gặp phải Shadow, nhân vật chính đã học được cách triệu hồi Persona, sau đó anh được mời gia nhập vô nhóm SEES với các thành viên gồm Ikutsuki Shuji, Kirijo Mitsuru, Sanada Akihiko, Takeba Yukari, Iori Junpei, Yamagishi Fuka, và anh cũng được chọn làm trưởng nhóm. Sau khi thức tỉnh khả năng triệu hồi Persona, nhân vật chính được vẩn chuyển tới Velvet Room, chủ sở hữu của căn phòng - Igor, nói rằng đây là cõi giữa "giấc mơ và hiện thực". Igor giải thích cho anh biết Persona là 1 khả năng đặc biệt, anh là thành viên duy nhất trong SEES có khả năng sử dụng được nhiều Persona trong trận chiến. Trong trò chơi, Velvet Room là nơi mà người chơi có thể kết hợp 2 hay nhiều Persona lại với nhau để tạo nên con mới. Igor cũng khuyến khích nhân vật chính gặp gỡ mọi người và hình thành mối quan hệ với họ, cơ chế này biết đến với tên gọi "Social Links". Theo Igor, sức mạnh của "Social Links" sẽ quyết định khả năng của anh trong trận chiến.
Với sức mạnh của Persona, SEES thám hiểm 1 tòa tháp bí ẩn có tên là Tartarus xuất hiện ngay ở Trường Trung Học Gekkoukan trong khoảng thời gian Dark Hour. Họ cũng phải đánh bại Greater Shadows xuất hiện vào mỗi đêm trăng tròn, họ tin rằng bằng cách giết chết 12 Greater Shadow, họ có thể kết thúc sự xuất hiện của Dark Hour. SEES triệu hồi Persona bằng cách sử dụng 1 món đồ có hình dạng giống khẩu súng gọi là Evokers bắn thẳng vào đầu bản thân, 1 hành động tượng trưng cho tử tự. Trong lúc thám hiểm, SEES bắt đầu đối mặt với bộ 3 phản diện bí ẩn gọi là Strega. Strega cũng có khả năng triệu hồi Persona và họ là người dùng Persona nhân tạo (có thể triệu hồi Persona mà không cần dùng Evokers), và cưỡng chế Persona (thuốc).
Sau vài chiến dịch Trăng Tròn, Mitsuru buộc phải tiết lộ cho nhóm về nguồn gốc của Tartarus và Dark Hour mà trước đây cô đã giấu không cho SEES biết. Mười năm trước, Tập đoàn Kirijo, một công ty nghiên cứu được thành lập bởi ông của Mitsuru, bắt đầu tập hợp các Shadows lại để nghiên cứu. Họ đã nghiên cứu và thực hiện các thí nghiệm trên chúng, để khai thác sức mạnh của chúng.Tuy nhiên, các thí nghiệm đã thất bại, các Shadows đã trốn thoát và tập hợp thành mười hai sinh vật lớn hơn. Mỗi con đều liên kết tới 1 trong các Lá Ẩn Chính của bộ bài Tarot. Trưởng nhóm của SEES, Shuji Ikutsuki nói rằng nếu họ có thể tiêu diệt cả 12 Greater Shadow thì Tartarus và Dark Hour sẽ biến mất vĩnh viễn. Thời gian trôi qua, nhóm cũng đã có thêm vài thành viên mới gia nhập gồm Amada Ken, Koromaru, Aragaki Shinjiro, Aegis.
Ngày 4 tháng 10 năm 2009, Shinjiro gặp Ken tại địa điểm nơi mẹ của Ken bị giết, trong nhiệm vụ trăng tròn tháng 10. Hai năm trước, Shinjiro đã vô tình gây ra cái chết của mẹ Ken khi Persona của anh ta trở nên điên loạn khi làm nhiệm vụ. Bị mặc cảm tội lỗi, Shinjiro tránh xa SEES và bắt đầu dùng thuốc cưỡng chế Persona. Mặc dù vậy, Ken chỉ xem anh ta là một kẻ giết người, và tham gia SEES với lý do duy nhất là trả thù và giết anh ta. Shinjiro không có ý định chống lại nỗ lực báo thù của Ken, nhưng anh cảnh báo Ken rằng nếu cậu tiếp tục, cậu có thể trở nên giống như anh. Tuy nhiên, cả 2 đã bị gián đoạn bởi Takaya trong khi Ken đang cố hoàn thành kế hoạch của cậu. Takaya tiết lộ rằng những viên thuốc cưỡng chế mà Shinjiro đang dùng chắc chắn sẽ giết chết anh ta và giải thích kế hoạch trả thù của Ken. Anh ta rút khẩu súng ngắn ổ xoay của mình ra và bắn Shinjiro để vô hiệu hóa anh ta, đặt câu hỏi cho hai người về nơi ở của hoa tiêu của họ. Ken nói dối rằng đó chính là cậu. Takaya sau đó cũng chuẩn bị bắn Ken, bảo rằng hắn sẽ tiếp tục thực hiện ý định của Ken là cậu sẽ tự kết liễu khi sự trả thù của cậu ta được thực hiện thành công. Takaya có gắng bắn Ken nhưng Shinjiro đã nhảy vào đỡ thay phát đạn và hi sinh mạng sống của chính anh. Trước khi chết, anh bảo Ken hãy cố sống 1 cuộc sống hạnh phúc và nhờ Akihiko chăm sóc cho cậu. Với sức lực cuối cùng, Shinjiro đứng lên và bước vài bước ra khỏi SEES, nói rằng "Đây vốn là những gì nên xảy ra" và gục xuống sàn. Sự hy sinh này nhận được sự tôn trọng của Ken và đã truyền cảm hứng cho quyết tâm của Akihiko. Các thành viên của SEES rơi vào thời kỳ trầm cảm, Mitsuru và Akihiko khó khăn chấp nhận sự mất mát của Shinjiro và Ken cũng vậy. Mitsuru và Yukari cũng bắt đầu gắn kết gần nhau hơn.
Vào ngày 3 tháng 11 năm 2009, SEES chiến đấu với Takaya và Jin, và 2 người họ dường như đã tự sát bằng cách nhảy cầu ở Cầu Ánh Trăng. Họ cũng đã đánh bại Greater Shadow cuối cùng. Tuy nhiên, trong khi ăn mừng chiến thắng của họ vào ngày 4 tháng 11 năm 2009, SEES nhận ra rằng Dark Hour vẫn còn đó và họ đã bị Ikutsuki Shuji đánh lừa. Bằng cách tiêu diệt Greater Shadows, họ đã giải phóng những phần của một thứ được gọi là Nyx - thứ sẽ mang đến sự kết thúc của thế giới 1 khi nó được phục hồi hoàn toàn. Tập đoàn Kirijo đã cố gắng làm điều này 10 năm trước, nhưng Nyx đã được giải phóng sớm trong một tai nạn trong phòng thí nghiệm mà tai nạn đó cũng đã tạo nên Dark Hour và Tartarus. Aegis - 1 robot được thiết kế để chiến đấu với Nyx, đã chiến đấu với nó nhưng không thể hoàn toàn đánh bại nó, thay vào đó đã phân tách các phần của nó vào Greater Shadows và phần cuối cùng đã được đưa vào 1 cậu bé gần đó, được tiết lộ chính là nhân vật chính. Ikutsuki đã lập trình cho Aegis bắt giữ SEES và anh ta đưa nhóm lên đỉnh của một tòa tháp, sau đó treo cả nhóm trên thập giá và cố gắng cúng tế họ bằng cách sử dụng Aegis. Ikutsuki đã bắn chết cha của Mitsuru là ông Takeharu Kirijo và ra lệnh cho Aegis giết SEES, tuy nhiên, ý chí Aegis quá mạnh mẽ nên thay vào đó cô đã giải thoát cho cả nhóm. Ikutsuki rơi khỏi Tartarus sau khi dính phải viên đạn từ cha của Mitsuru (thật mơ hồ nếu đó là một vụ tự tử có chủ ý hoặc anh ta quên rằng phía sau anh ta không còn chỗ để bước). Vào ngày 9 tháng 11 năm 2009, SEES bắt gặp Mochizuki Ryoji, 1 cậu bé tuổi teen bí ẩn đã ghi danh vào trường Gekkoukan vài ngày sau vụ đánh bại Greater Shadow cuối cùng. Aegis dường như cảnh giác với Ryoji, cho rằng cậu ta rất nguy hiểm.
Vào ngày 22 tháng 11 năm 2009, Fuuka cảm nhận được một thành viên Strega bên ngoài Tartarus là Chidori. Xuyên suốt cả năm, Junpei và Chidori đã có 1 mối tình lãng mạn. Junpei chạy đến chỗ Chidori, và phần còn lại của SEES theo sau. Chidori trở nên thù địch và tấn công cả nhóm. Takaya và Jin đến và tiết lộ họ còn sống, và Takaya tuyên bố Chidori đã bị họ "đầu độc". Takaya bắn Junpei và Chidori cứu mạng Junpei bằng cách sử dụng năng lực chữa bệnh của cô ấy, nhưng sau đó cô ấy đã phải chết trong quá trình chữa bệnh đó. Vào ngày 2 tháng 12 năm 2009, Ryoji và Aigis đối mặt nhau tại Cầu Ánh Trăng. Aigis bị thương nặng bởi Ryoji và không còn là nhân vật chơi được trong tháng 12. SEES gặp Ryoji và Ryoji nói với họ rằng anh ta là "Appriser", người được sinh ra từ sự kết hợp của mười hai Shadows. Ryoji nói với SEES rằng anh ta là Tử thần, là kẻ mang tai họa, và nếu họ không giết anh ta vào ngày 31 tháng 12 năm 2009, anh ta sẽ bất đắc dĩ trở thành Nyx và đó sẽ là ngày tận thế, được gọi là the Fall. Ryoji cũng tiết lộ rằng một thập kỷ trước, anh ta đã bị Aegis đánh bại trên Cầu Ánh Trăng và anh ta đã ngủ yên trong một đứa trẻ (nhân vật chính) - vì là kẻ mang tai họa nên đây cũng là lí do cha mẹ của nhân vật chính chết.
Vào ngày 30 tháng 12 năm 2009, sau khi hồi phục chấn thương sau trận chiến với Ryoji, Aegis trở lại SEES với tư cách là một thành viên trong nhóm có thể chơi được. Vào ngày 31 tháng 12 năm 2009, người chơi phải đưa ra lựa chọn giết hoặc tha Ryoji để dẫn đến cái kết khác nhau. Nếu nhân vật chính giết chết Ryoji, trò chơi sẽ nhảy thẳng tới Lễ Tốt Nghiệp, toàn bộ thành viên SEES (ngoại trừ Aegis) đều mất hết kí ức về Dark Hour và Shadows, họ chuẩn bị ăn mừng với nhau và trò chơi kết thúc (Nyx sẽ mang the Fall tới và nhân loại sẽ bị diệt vong nên đây là Bad end). Còn nếu Ryoji được tha mạng, trò chơi sẽ tiếp tục vào ngày 31 tháng 1 năm 2010, SEES lên tầng thượng của Tartarus để đối mặt với Ryoji, người đã biến thành Nyx. Mặc dù họ đã đánh bại nó, mặt trăng tách ra để lộ một thiết bị lạ bắt đầu giết người trên khắp Trái đất. Nhân vật chính sử dụng tất cả các "Social Links" của mình với SEES và những người khác để tạo ra một phong ấn để khóa Nyx mãi mãi, mặc dù anh phải hy sinh bản thân để làm điều đó. Thế giới trở lại bình thường, mặc dù những ký ức năm qua của các thành viên SEES đã bị mất ngoại trừ nhân vật chính và Aegis. Khi Lễ Tốt Nghiệp hoàn thành, các thành viên SEES nhận ra rằng họ từng hứa sẽ tập trung trên sân thượng trường vào ngày tốt nghiệp. Ở đó, họ tìm thấy nhân vật chính nằm trong lòng Aegis, mỉm cười trong cuộc hội ngộ ngắn ngủi với các thành viên SEES khác. Aegis nói với nhân vật chính rằng cô sẽ luôn ở bên cạnh anh, bảo vệ anh. Nhân vật chính bình yên trôi vào giấc ngủ và trò chơi kết thúc. (Nhân vật chính không chết và bạn sẽ nhận được đoạn Cut Scene với từng thành viên trong nhóm tùy theo lựa chọn của bạn. Đây là Good End)

### The Answer
"The Answer" hay "Episode Aegis" trong bản Nhật là phần cốt truyện tiếp theo diễn ra ngay sau sự kiện trong "The Journey" và chỉ có trong Persona 3 Fes. Persona 3 và Persona 3 Portable không có phần cốt truyện "The Anwser". Các sự kiện của "The Anwser" bắt đầu vào ngày 31 tháng 3 năm 2010, một vài tuần sau khi kết thúc "The Journey". Trong đoạn mở đầu tiết lộ rằng Nhân vật chính đã chết; các nhân vật khác suy đoán rằng cái chết của anh ta có liên quan đến việc anh ta đánh bại Nyx. Năm học đã kết thúc, và ký túc xá sẽ sớm bị đóng cửa. Aegis tiết lộ với nhóm rằng cô sẽ không đi học vào năm tới. Trong bữa tiệc tối cuối cùng của họ, các thành viên SEES phát hiện ra rằng họ bị mắc kẹt trong ký túc xá, và ngày 31 tháng 3 đang liên tục lặp lại. Sau đó, một cái lỗ lớn như cánh cửa mở ra trên sàn của ký túc xá và SEES bị tấn công bởi Metis, một vũ khí chống Shadow tương tự như Aegis. Giữa lúc chiến đấu với Metis để bảo vệ bạn bè của mình, Persona của Aegis - Athena, biến thành Orpheus - Persona của Nhân vật chính. Cô cũng có được khả năng Wild Card của nhân vật chính. Aigis đã làm dịu Metis lại, người có hành động cố gắng chấm dứt khoảng thời gian bị bỏ qua và cứu Aigis, người mà cô gọi là "em gái" của mình.
Bên dưới ký túc xá là Vực thẳm thời gian, nguyên nhân của khoảng thời gian bị bỏ qua. Vực Thẳm chứa bảy cửa, bên trong chứa các hầm ngục nhiều tầng, có thiết kế tương tự Tartarus; những khu vực này là nơi trận chiến của trò chơi diễn ra. Ở dưới cùng của mỗi ngục tối, các nhân vật chứng kiến một sự kiện từ quá khứ của một thành viên của SEES. Sau khi nhìn thấy một vài trong số những đoạn hồi tưởng này, nhóm nhận thấy rằng sự kiện được thể hiện ở mỗi cánh cửa liên quan đến cách người đó thức tỉnh với Persona của họ. Ở cánh cửa thứ bảy và cũng là cánh cửa cuối cùng, SEES chiến đấu với một Shadow giống y như nhân vật chính. Sau khi đánh bại nó, mỗi người trong số họ có được một chìa khóa. Bằng cách kết hợp các chìa khóa lại, họ sẽ có thể kết thúc thời gian bị bỏ qua và thoát khỏi ký túc xá. Tuy nhiên, Metis đưa ra cho SEES một giải pháp thay thế: thay vì mở khóa cửa trước của ký túc xá, họ cũng có thể sử dụng chìa khóa để du hành ngược thời gian, trước cuộc chiến chống lại Nyx và cái chết của Nhân vật chính. Bất đồng về cách sử dụng chìa khóa, cả nhóm xác định rằng họ phải chiến đấu với nhau để quyết định; Yukari và Mitsuru muốn du hành ngược thời gian và cứu Nhân vật chính khỏi số phận của mình, Akihiko và Ken muốn tôn vinh sự hy sinh của anh và thoát khỏi ký túc xá, trong khi Junpei và Koromaru dự định hoạt động như một nhóm trung lập, giữ chìa khóa cho đến khi những người khác có một quyết định hợp lý. Aegis, Fuuka và Metis cần tất cả tám chìa khóa để hợp nhất thành Chìa khóa cuối cùng. Sau khi tranh luận về những việc cần làm bây giờ, họ phát hiện ra một cánh cửa mới trong Vực thẳm thời gian, mà nhóm sử dụng (không cần Chìa khóa cuối cùng) để du hành đến thời điểm Nhân vật chính phong ấn Nyx khỏi thế giới. Metis giải thích rằng mục đích của phong ấn do Nhân vật chính tạo ra không phải là để phong ấn Nyx (thứ vốn không phải là ác quỷ), mà là để ngăn chặn sự tuyệt vọng của loài người sẽ gọi ra Nyx và mang lại the Fall một lần nữa. Ý chí tiềm thức của nhân loại đến tuyệt vọng và liên tục mong muốn cái chết sẽ tái sinh một con quái vật tên là Erebus - thứ sẽ triệu hồi Nyx để hủy diệt thế giới; Metis ngụ ý rằng sự tiếp xúc của Erebus với Nyx là nguyên nhân gây ra sự sụp đổ (bị ngăn chặn bởi SEES). SEES nhận ra rằng những mong muốn đã tạo ra Erebus cũng có 1 phần từ họ, vì vậy họ chiến đấu và đánh bại nó. Mitsuru chỉ ra rằng Erebus sẽ trở lại, vì con người sẽ không bao giờ ngừng mong muốn cái chết. Sau khi phá vỡ thời gian bị bỏ qua và thoát ra khỏi cửa trước của ký túc xá với Chìa khóa cuối cùng, Metis, Aegis và phần còn lại của SEES được triệu hồi đến Velvet Room, gây ngạc nhiên (thú vị) cho Igor. Chính tại đây, họ biết về nguồn gốc thực sự của Metis: rằng cô là biểu hiện của một phần tính cách của Aegis. Quẫn trí trước cái chết của Nhân vật chính, cô không còn muốn sống như một con người, và mong muốn trở lại làm một cỗ máy. Tuy nhiên, sau khi được giải thoát khỏi Vực thẳm thời gian, Aegis thay đổi ý định, quyết định tiếp tục đi học, điều mà cô đã chọn không làm trước đây.

## Nhân vật
- Nhân vật chính: Nhân vật trung tâm của game do người chơi đặt tên. Được nhà sản xuất đặt tên là Arisato Minato trong manga và Yūki Makoto trong phim. Là nhân vật trầm tính và ít nói. Sau khi chuyển đến khu kí túc xá, cậu đã triệu hồi được persona Orpheus và Thanatos để cứu mọi người ở đầu game. Cậu nhanh chóng trở thành thủ lĩnh của nhóm và là nhân vật duy nhất sử dụng được nhiều persona cùng một lúc. Người chơi điều khiển NVC trong chiến đấu và trong đời sống hằng ngày. NVC có thể mở rộng mối quan hệ với những người xung quanh để tạo ra những persona mạnh hơn, thậm chí có thể "cưa" các cô gái khác trở thành bạn gái của mình. NVC có thể đóng mọi vai trò trong chiến đấu và người chơi sẽ thua nếu để NVC chết.
- Pharos: Nhân vật bí ẩn ở đầu game mà chỉ NVC mới có thể nhìn thấy. Trong suốt trò chơi, Pharos sẽ đến cảnh báo người chơi trước những sự kiện quan trọng (đánh boss) trước đêm trăng tròn. Vào gần cuối game Pharos nhớ lại mình là ai và mục đích của cậu.
- Takeba Yukari: Bạn cùng lớp với NVC. Là 1 thành viên của SEES. Là học sinh khá nổi tiếng trong trường nhưng cô khá thận trọng và không để ai quá thân thiết của mình. Trong qua trình chơi Yukari có thể trở thành bạn gái của NVC. Yakari sử dụng cung và là nhân vật hồi máu tốt nhất game.
- Takaya Sakaki: Chỉ huy của nhóm Strega, một nhóm 3 thành viên biết sử dụng persona từ thí nghiệm của tập đoàn Kirijo chuyên lợi dụng Dark Hour cho mục đích cá nhân và là kẻ thù của SEES. Strega lập nên 1 trang web tên là "Revenge Request", nơi người dùng có thể liên lạc với nhóm để giết bất kì ai họ muốn cùng những hoạt động phi pháp khác. Takaya là nhân vật phản diện chính của game.
- Kirijo Mitsuru: Con gái của ông chủ tập đoàn Kirijo. Xinh đẹp và tài năng, Mitsuru là một trong những học sinh xuất sắc nhất trường và là chủ tịch hội học sinh. Đồng thời cô cũng là chỉ huy của SEES và lớn hơn NVC 1 tuổi. Cô cũng có thể trở thành bạn gái của NVC. Mitsuru là nhân vật sử dụng phép thuật mạnh nhất đội.
- Iori Junpei: Bạn cùng lớp và là bạn thân của NVC. Là thành viên của SEES. Cậu là một trong những học sinh kém nhất trường nhưng lại là một người vui tính và trẻ con. Junpei là nhân vật có sức tấn công vật lí cao nhất game.
- Sanada Akihiko: Là một trong 3 thành viên đầu tiên của SEES. Anh là một học sinh nổi tiếng được nhiều cô gái hâm mộ. Akihiko sử dụng persona cân bằng giữa tấn công vật lí và phép thuật.
- Ikutsuki Shuji: Chủ tịch trường Gekkoukan và là người hỗ trợ SEES. Shuji lúc đầu có vẻ như là một nhân vật chính diện nhưng thật chất ông tham gia SEES chỉ để phục vụ cho mục đích đen tối của mình.
- Aragaki Shinjiro: Thành viên cũ của SEES và là bạn thuở nhỏ của Akihiko. Anh rời nhóm khi vô tình giết người trong lúc đang mất kiểm soát persona của mình. Anh luôn khước từ lời mời gia nhập nhóm của Akihiko, tuy nhiên lại gia nhập nhóm khi biết Ken, con trai của người anh đã giết gia nhập SEES. Shinjiro chết vào giữa game khi cứu Ken.
- Jin Shirato: Thành viên của Strega và là cánh tay phải của Takaya.
- Chidori Yoshino: Thành viên còn lại của Strega. Ban đầu là người xấu nhưng cô đã thay đổi từ khi gặp Junpei và có cảm tình với anh. Chidori hi sinh để cứu Junpei.
- Aigis (Aegis trong bản Nhật): Một người máy có khả năng sử dụng persona. Cô thường xuyên quan tâm đến NVC và luôn bảo vệ cậu. Aigis sẽ xuất hiện và gia nhập SEES vào giữa game.
- Yamagishi Fuka: Thành viên của SEES. Tính tình hiền lành nhút nhát nên thường xuyên bị bắt nạt. Fuuka không trực tiếp chiến đấu mà chỉ hỗ trợ từ xa cho nhóm.
- Amada Ken: Thành viên nhỏ tuổi nhất của SEES. Mẹ của Ken bị Shinjiro giết chết nên cậu luôn có ý định trả thù Shinjiro. Ken là nhân vật toàn diện trong chiến đấu nhưng lại không có điểm mạnh nào đáng kể.
- Koromaru: Một chú chó trung thành biết sử dụng Persona. Sau khi chủ chết, Koromaru gia nhập SEES nhưng cũng là nhân vật khá vô dụng trong chiến đấu.
- Nyx: Trùm cuối của game. Là "mẹ" của các Shadow và bị đánh bại vào cuối game.
- Igor: Chủ của Velvet Room, nơi giúp nhân vật chính tạo ra Persona.
- Elizabeth: Trợ lí của Igor và là trùm phụ ở cuối game.

## Phát triển
Các chi tiết đầu tiên về Persona 3 đã được công bố trong tạp chí Famitsu vào tháng 3 năm 2006. Ngoài việc công bố ngày phát hành tại Nhật Bản thì bài viết dài ba trang này còn viết về các chi tiết cơ bản của trò chơi như hệ thống chiến đấu và hệ thống xã hội cũng như giới thiệu về Persona của nhân vật nam chính, Junpei và Yukari là Orpheus, Hermes và Io cùng các tính năng của các Persona này.
Khi được bản địa hóa tại các nước sử dụng tiếng Anh thì các từ đệm trong phiên bản tiến Nhật mà các nhân vật sử dụng để gọi nhau vẫn được giữ lại như -kun, -san... Trong một cuộc phỏng vấn của RPGamer với biên tập viên của dự án là Namba Yu, thì ông nói rằng trong quá trình dịch có một số các câu đùa cợt theo cách chơi chữ Nhật Bản vốn "Chẳng có nghĩa gì theo văn hóa phương Tây... nên đã thay thế bằng các câu đùa cợt khác cũng có ý nghĩa tương đương theo một cách nào đó so với kịch bản gốc". Trong một cuộc phỏng của tạp chí Play với đạo diễn của Persona 3 là Hashino Katsura nói về lý do có thêm tính năng để cho các thành viên khác trong nhóm tự quyết định hành động của hình khi chiến đấu dựa vào trí tuệ nhân tạo mà không cần trực tiếp chỉ huy. Ông nói "Tôi nghĩ rằng sẽ thú vị hơn khi để các thành viên trong nhóm tự quyết định hành động bởi trí tuệ nhân tạo của riêng họ, qua đó từng tính cách của các thành viên được thể hiện một cách sống động hơn. Cũng như không có ý kiến phản đối gì từ nhóm phát triển Persona 3 về vấn đề này" ông cũng nói rằng hệ thống này "không được đón nhận" nhiều bởi người chơi khi rất ít người sử dụng chức năng này. Persona 3 không có chức năng đàm phán như các bản Persona hay Megami Tensei trước đó, chức năng này giúp người chơi nói chuyện với đối thủ để thu phục, kiếm tiền hay lấy các đồ vật mà không phải đánh nhau nếu nhân vật chính quá mạnh hay biết cách nói chuyện. Tuy nhiên, các yếu tố xã hội của Persona 3 được xem là tương đương với hệ thống đàm phán.

## Truyền thông

### Thương hiệu
Các bức tượng nhỏ về các nhân vật đã được Kotobukiya một công ty đồ chơi sản xuất dành cho những nhà sưu tập. Các nhân vật được làm bao gồm nhân vật nam chính, Aigis, Mitsuru và Akihiko. Các bức tượng này có thể thay thế và gắn vật dụng khác nhau vào như vũ khí hay khẩu Evoker dùng để triệu tập Persona. Một công ty chuyên sản xuất đồ sưu tầm khác cũng đã làm các bức tượng cỡ 1:8 cho các nhân vật Elizabeth, Aigis và Mitsuru. Tai nghe mà nhân vật nam chính thường hay đeo đã được Audio-Technica làm và bán với tên ATH-EM700.

### Manga
Chuyển thể manga của trò chơi đã được thức hiện bởi Sogabe Shūji và đăng trên tạp chí phát hành hằng tháng Dengeki Maoh cho đến khi bị gián đoạn khi Persona 4 được phát hành. Tuy nhiên vào ngày 07 tháng 11 năm 2011 thì loạt manga này đã đăng trở lại nhưng đã chuyển sang tạp chí Persona Magazine của Atlus.

### Anime
A-1 Pictures đã thức hiện một bộ anime ngoại truyện có tên Persona ~Trinity Soul~ (ペルソナ ～トリニティ・ソウル～) và phát sóng tại Nhật Bản từ ngày 05 tháng 1 đến ngày 28 tháng 6 năm 2008 với 26 tập. Cốt truyện lấy bối cảnh 10 năm sau các sự kiện Persona 3 tuy không liên quan gì đến trò chơi nhưng bộ anime lấy bối cảnh trong cùng thế giới của Persona 3 cũng như một số nhân vật trong trò chơi cũng xuất hiện một cách thoáng qua.

### Drama CD
Các drama CD dựa trên Persona 3 và Persona 3: FES cũng đã được thực hiện.
| Persona 3 Drama CD Vol. 1 -Daylight-        | Ngày 21 tháng 3 năm 2007 |
| Persona 3 Drama CD: A Certain Day of Summer | Ngày 25 tháng 4 năm 2007 |
| Persona 3 Drama CD Vol. 2 -Moonlight-       | Ngày 25 tháng 5 năm 2007 |
| Character Drama CD - Persona 3 Vol.1        | Ngày 28 tháng 2 năm 2008 |
| Character Drama CD - Persona 3 Vol.2        | Ngày 27 tháng 3 năm 2008 |
| Character Drama CD - Persona 3 Vol.3        | Ngày 23 tháng 4 năm 2008 |
| Character Drama CD - Persona 3 Vol.4        | Ngày 21 tháng 5 năm 2008 |
| Character Drama CD - Persona 3 Vol.5        | Ngày 25 tháng 6 năm 2008 |
| Drama CD "Persona 3" New Moon               | Ngày 23 tháng 1 năm 2009 |
| Drama CD "Persona 3" Full Moon              | Ngày 25 tháng 2 năm 2009 |

### Phim anime
AIC ASTA đã thực hiện một loạt chuyển thể phim anime của trò chơi. Phim anime đầu có tựa Persona 3 the Movie -#1 Spring of Birth- đã công chiếu vào ngày 23 tháng 11 năm 2013, phim thứ hai có tựa Persona 3 the Movie -#2 Midsummer Knight's Dream- đã công chiếu vào ngày 07 tháng 6 năm 2014, phim thứ ba có tựa Persona 3 the Movie -#3 Falling Down- đã công chiếu vào ngày 04 tháng 4 năm 2015. Phim anime thứ tư đã được công bố là đang thực hiện.

### Âm nhạc
Âm nhạc trong Persona 3 được sáng tác hoàn toàn bởi Meguro Shōji với ngoại lệ là bài Adventured act: đồng sáng tác bởi Uda Yosuke. Aniplex đã phát hành các bản nhạc này thành hai đĩa vào ngày 19 tháng 7 năm 2006 tại Nhật Bản. Các bản nhạc này được đính kèm thành một gói khi Persona 3 phát hành tại Bắc Mỹ. Aniplex đã phát hành album chỉnh sửa mang tên Burn My Dread -Reincarnation: Persona 3- tại Nhật Bản vào ngày 18 tháng 4 năm 2007. Album này được soạn và chỉnh sửa bởi Meguro Shōji chứa 11 bản nhạc của Persona 3 cũng như bài hát chủ đề Burn My Dread. Meguro cho biết rằng việc phát triển Persona 3 là cơ hội đầu tiên của anh để khai thác đầy đủ âm nhạc của mình trong trò chơi. Trong quá khứ, do những hạn chế về phần cứng của hệ PlayStation chỉ cho phép Meguro soạn các bản nhạc có dung lượng 100-200 kilobyte, việc làm cho anh thấy mình đang làm những bản nhạc khá "rẻ tiền". Việc chuyển sang hệ PlayStation 2 đã cho phép truyền tải âm nhạc một cách chất lượng hơn. Meguro nói rằng "Đây là điểm nhấn giúp tôi có thể thể hiện âm nhạc của mình mà không bị gò bó".
| Persona 3 Original Soundtrack (「ペルソナ3」オリジナル・サウンドトラック) | Persona 3 Original Soundtrack (「ペルソナ3」オリジナル・サウンドトラック)                               | Persona 3 Original Soundtrack (「ペルソナ3」オリジナル・サウンドトラック) |
| STT                                                                       | Nhan đề                                                                                                 | Thời lượng                                                                |
| ------------------------------------------------------------------------- | --- | ------------------------------------------------------------------------- |
| 1.                                                                        | "Burn My Dread"                                                                                         | 1:36                                                                      |
| 2.                                                                        | "Subete no Hito no Tamashii no Uta (全ての人の魂の詩)"                                                  | 5:38                                                                      |
| 3.                                                                        | "Hajimari (はじまり)"                                                                                   | 0:20                                                                      |
| 4.                                                                        | "Kono Fushigi na Kankaku (この不思議な感覚)"                                                            | 2:22                                                                      |
| 5.                                                                        | "Want To Be Close"                                                                                      | 2:33                                                                      |
| 6.                                                                        | "Troubled"                                                                                              | 2:43                                                                      |
| 7.                                                                        | "Crisis"                                                                                                | 1:18                                                                      |
| 8.                                                                        | "Shadow (シャドウ)"                                                                                     | 2:44                                                                      |
| 9.                                                                        | "Persona Hatsudou (ペルソナ発動)"                                                                       | 0:44                                                                      |
| 10.                                                                       | "Sakerarenu Tatakai (避けられぬ戦い)"                                                                   | 2:53                                                                      |
| 11.                                                                       | "Yasuragi (やすらぎ)"                                                                                   | 1:32                                                                      |
| 12.                                                                       | "When The Moon’s Reaching Out Stars"                                                                    | 2:36                                                                      |
| 13.                                                                       | "Iwatodai Bunryou (巌戸台分寮)"                                                                         | 2:31                                                                      |
| 14.                                                                       | "The Voice Someone Calls"                                                                               | 1:07                                                                      |
| 15.                                                                       | "tartarus_0d01"                                                                                         | 1:34                                                                      |
| 16.                                                                       | "Mass Destruction"                                                                                      | 3:29                                                                      |
| 17.                                                                       | "Tatakai no Ato (戦いのあと)"                                                                           | 0:57                                                                      |
| 18.                                                                       | "p3ct004_01"                                                                                            | 0:59                                                                      |
| 19.                                                                       | "Deep Breath Deep Breath"                                                                               | 2:21                                                                      |
| 20.                                                                       | "Master of Shadow"                                                                                      | 2:35                                                                      |
| 21.                                                                       | "Paulownian Mall (ポロニアンモール)"                                                                    | 1:38                                                                      |
| 22.                                                                       | "tartarus_0d02"                                                                                         | 1:10                                                                      |
| 23.                                                                       | "Iya na Yokan (嫌な予感)"                                                                               | 1:04                                                                      |
| 24.                                                                       | "Fearful Experiance"                                                                                    | 1:52                                                                      |
| 25.                                                                       | "Calamity"                                                                                              | 1:32                                                                      |
| 26.                                                                       | "Shikenchuu... (試験中...)"                                                                             | 1:58                                                                      |
| 27.                                                                       | "Adventured act："                                                                                      | 1:23                                                                      |
| 28.                                                                       | "Joy"                                                                                                   | 2:50                                                                      |
| 29.                                                                       | "tartarus_0d03"                                                                                         | 2:24                                                                      |
| 30.                                                                       | "Shinsou Shinri (深層心理)"                                                                             | 2:53                                                                      |
| 31.                                                                       | "The Path is Open"                                                                                      | 1:40                                                                      |
| 32.                                                                       | "The Path Was Closed"                                                                                   | 0:30                                                                      |
| 33.                                                                       | "Changing Seasons"                                                                                      | 2:59                                                                      |
| 34.                                                                       | "Basement"                                                                                              | 3:04                                                                      |
| 35.                                                                       | "Master of Tartarus"                                                                                    | 3:31                                                                      |
| 36.                                                                       | "Kore de Iinda... (これでいいんだ...)"                                                                  | 1:25                                                                      |
| 37.                                                                       | "Living With Determination"                                                                             | 3:05                                                                      |
| 38.                                                                       | "tartarus_0d04"                                                                                         | 3:34                                                                      |
| 39.                                                                       | "Kyoto (京都)"                                                                                          | 1:06                                                                      |
| 40.                                                                       | "Afternoon Break"                                                                                       | 2:22                                                                      |
| 41.                                                                       | "Jika Net Tanaka (時価ネットたなか)"                                                                    | 1:14                                                                      |
| 42.                                                                       | "tartarus_0d05"                                                                                         | 3:35                                                                      |
| 43.                                                                       | "10-nen Mae no Kioku (10年前の記憶)"                                                                    | 1:12                                                                      |
| 44.                                                                       | "Mistic"                                                                                                | 3:15                                                                      |
| 45.                                                                       | "Kokoro no Chikara (心の力)"                                                                            | 2:03                                                                      |
| 46.                                                                       | "Machi no Kioku (街の記憶)"                                                                             | 2:42                                                                      |
| 47.                                                                       | "Gakuen no Kioku (学園の記憶)"                                                                          | 1:55                                                                      |
| 48.                                                                       | "Living With Determination -Iwatodai Bunryou Arrange- (Living With Determination -厳戸台分寮アレンジ-)" | 2:32                                                                      |
| 49.                                                                       | "tartarus_0d06"                                                                                         | 3:44                                                                      |
| 50.                                                                       | "Kurayami yori Ideshi Mono (暗闇より出でしもの)"                                                        | 1:35                                                                      |
| 51.                                                                       | "Subete no Hito no Tamashii no Tatakai (全ての人の魂の戦い)"                                            | 5:34                                                                      |
| 52.                                                                       | "Nyx"                                                                                                   | 1:41                                                                      |
| 53.                                                                       | "Ketsui (決意)"                                                                                         | 1:44                                                                      |
| 54.                                                                       | "Burn My Dread -Last Battle-"                                                                           | 3:48                                                                      |
| 55.                                                                       | "Kizuna (絆)"                                                                                           | 1:10                                                                      |
| 56.                                                                       | "Watashi ga Mamoru kara (私が守るから)"                                                                 | 0:27                                                                      |
| 57.                                                                       | "Kimi no Kioku (キミの記憶)"                                                                            | 6:09                                                                      |
| 58.                                                                       | "Blues in Velvet Room"                                                                                  | 3:15                                                                      |
| Tổng thời lượng:                                                          | Tổng thời lượng:                                                                                        | 2:12:07                                                                   |

| Burn My Dread -Reincarnation: PERSONA3- | Burn My Dread -Reincarnation: PERSONA3-                            | Burn My Dread -Reincarnation: PERSONA3- |
| STT                                     | Nhan đề                                                            | Thời lượng                              |
| --------------------------------------- | ------------------------------------------------------------------ | --------------------------------------- |
| 1.                                      | "Burn My Dread"                                                    | 4:38                                    |
| 2.                                      | "Changing Seasons"                                                 | 5:41                                    |
| 3.                                      | "Want To Be Close"                                                 | 4:51                                    |
| 4.                                      | "When The Moon's Reaching Out The Stars"                           | 4:50                                    |
| 5.                                      | "Sakerarenu Tatakai (避けられぬ戦い)"                              | 4:31                                    |
| 6.                                      | "Subete no Hito no Tamashii no Uta (全ての人の魂の詩)"             | 6:17                                    |
| 7.                                      | "Burn My Dread －Last Battle－"                                    | 5:09                                    |
| 8.                                      | "Deep Breath Deep Breath"                                          | 5:22                                    |
| 9.                                      | "Subete no Hito no Tamashii no Tatakai (全ての人の魂の戦い)"       | 5:33                                    |
| 10.                                     | "Living With Determination"                                        | 3:56                                    |
| 11.                                     | "Mass Destruction"                                                 | 5:02                                    |
| 12.                                     | "Kimi no Kioku ~Orchestra ver.~ (キミの記憶～オーケストラver．～)" | 5:40                                    |
| Tổng thời lượng:                        | Tổng thời lượng:                                                   | 1:01:30                                 |

Meguro cũng đã soạn các bản nhạc mới cho bản mở rộng Persona 3: FES. Aniplex đã phát hành các đĩa chứa các bản nhạc của FES vào ngày 02 tháng 5 năm 2007 cũng như các bản nhạc chỉnh sửa của các phiên bản Persona trước đó. Bản nhạc Yuki no Joou (雪の女王) do Tsuchiya Kenichi soạn là bản biết tấu của bản nhạc chủ đề trong Megami Ibunroku Persona. Bản Maya・Theme (舞耶・テーマ) soạn bởi Tsuchiya Kenichi và bản Jikan-jou (時間城)soạn bởi Tasaki Toshiko cũng là các bản biến tấu của các bản nhạc trong Persona 2.
| Persona 3 FES Original Soundtrack (ペルソナ3 フェス オリジナル・サウンドトラック) | Persona 3 FES Original Soundtrack (ペルソナ3 フェス オリジナル・サウンドトラック) | Persona 3 FES Original Soundtrack (ペルソナ3 フェス オリジナル・サウンドトラック) |
| STT                                                                               | Nhan đề                                                                           | Thời lượng                                                                        |
| --------------------------------------------------------------------------------- | --------------------------------------------------------------------------------- | --------------------------------------------------------------------------------- |
| 1.                                                                                | "P3 fes"                                                                          | 1:29                                                                              |
| 2.                                                                                | "Brand New days -Hajimari- (Brand New days -はじまり-)"                           | 1:45                                                                              |
| 3.                                                                                | "Opening Act"                                                                     | 1:03                                                                              |
| 4.                                                                                | "3/31"                                                                            | 2:35                                                                              |
| 5.                                                                                | "Blind Alley"                                                                     | 2:43                                                                              |
| 6.                                                                                | "Toki no Hazama (時の狭間)"                                                       | 10:35                                                                             |
| 7.                                                                                | "Mass Destruction -P3fes version-"                                                | 3:14                                                                              |
| 8.                                                                                | "Yuki no Joou (雪の女王)"                                                         | 4:00                                                                              |
| 9.                                                                                | "Maya・Theme (舞耶・テーマ)"                                                      | 2:53                                                                              |
| 10.                                                                               | "Tobira no Ma (扉の間)"                                                           | 2:12                                                                              |
| 11.                                                                               | "Sorezore no Kako (それぞれの過去)"                                               | 2:22                                                                              |
| 12.                                                                               | "Heartful Cry"                                                                    | 4:01                                                                              |
| 13.                                                                               | "Persona (ペルソナ)"                                                              | 3:39                                                                              |
| 14.                                                                               | "Jikan-jou (時間城)"                                                              | 3:28                                                                              |
| 15.                                                                               | "Fuuin (封印)"                                                                    | 2:00                                                                              |
| 16.                                                                               | "Yami (闇)"                                                                       | 3:15                                                                              |
| 17.                                                                               | "Brand New Days"                                                                  | 5:50                                                                              |
| Tổng thời lượng:                                                                  | Tổng thời lượng:                                                                  | 57:04                                                                             |

Phiên bản Persona 3 Portable có các bản nhạc mới mà người chơi sẽ nghe khi chọn chơi theo cốt truyện của nhân vật nữ chính. Aniplex cũng đã phát hành đĩa chúa các bản nhạc trong phiên bản này vào ngày 25 tháng 11 năm 2009.
| Persona 3 Portable Original Soundtrack (ペルソナ3 ポータブル オリジナル・サウンドトラック) | Persona 3 Portable Original Soundtrack (ペルソナ3 ポータブル オリジナル・サウンドトラック) | Persona 3 Portable Original Soundtrack (ペルソナ3 ポータブル オリジナル・サウンドトラック) |
| STT                                                                                        | Nhan đề                                                                                    | Thời lượng                                                                                 |
| ------------------------------------------------------------------------------------------ | ------------------------------------------------------------------------------------------ | ------------------------------------------------------------------------------------------ |
| 1.                                                                                         | "Soul Phrase"                                                                              | 1:34                                                                                       |
| 2.                                                                                         | "A Way of Life"                                                                            | 2:20                                                                                       |
| 3.                                                                                         | "Houkago (放課後)"                                                                         | 2:18                                                                                       |
| 4.                                                                                         | "Time"                                                                                     | 2:48                                                                                       |
| 5.                                                                                         | "Wiping All Out"                                                                           | 2:39                                                                                       |
| 6.                                                                                         | "Sun"                                                                                      | 2:14                                                                                       |
| 7.                                                                                         | "Yasashii Kimochi (やさしい気持ち)"                                                        | 2:08                                                                                       |
| 8.                                                                                         | "Danger Zone"                                                                              | 2:51                                                                                       |
| 9.                                                                                         | "Soul Phrase -long ver.-"                                                                  | 2:58                                                                                       |
| 10.                                                                                        | "A way of Life -Deep inside my mind Remix-"                                                | 3:49                                                                                       |
| Tổng thời lượng:                                                                           | Tổng thời lượng:                                                                           | 25:39                                                                                      |

Bộ anime Persona ~trinity soul~ có 4 bài hát chủ đề, 2 mở đầu và 2 kết thúc. Bài hát mở đầu thứ nhất có tựa Breakin' Through do Kita Shūhei trình bày dùng từ tập 1 đến 13, đĩa đơn chứa ài hát đã phát hành vào ngày 27 tháng 2 năm 2008 với hai phiên bản giới hạn và bình thường, phiên bản giới hạn có đính kèm đĩa chứa đoạn phim trình bày nhạc phẩm. Bài hát mở đầu thứ hai là bài WORD OF THE VOICE do FLOW trình bày dùng cho các tập còn lại, đĩa đơn chứa bài hát đã phát hành vào ngày 04 tháng 6 năm 2008. Bài hát kết thúc thứ nhất có tên SUICIDES LOVE STORY do Kitade Nana trình bày dùng từ tập 1 đến 13, đĩa đơn chứa bài hát đã phát hành vào ngày 05 tháng 3 năm 2008. Bài hát kết thúc thứ hai là bài Found Me do Kawamura Yumi trình bày dùng cho các tập còn lại, bài hát đã phát hành chung trong album chứa các bản nhạc dùng trong bộ anime vào ngày 02 tháng 7 năm 2008.
| Breakin' through | Breakin' through                                                     | Breakin' through |
| STT              | Nhan đề                                                              | Thời lượng       |
| ---------------- | -------------------------------------------------------------------- | ---------------- |
| 1.               | "Breakin' through"                                                   | 4:03             |
| 2.               | "Kimi no Kioku (キミの記憶)"                                         | 5:31             |
| 3.               | "Breakin' through-voiceless version-"                                | 4:03             |
| 4.               | "Kimi no Kioku -voiceless version- (キミの記憶ーvoiceless version-)" | 5:30             |
| Tổng thời lượng: | Tổng thời lượng:                                                     | 19:07            |

| WORD OF THE VOICE | WORD OF THE VOICE                         | WORD OF THE VOICE |
| STT               | Nhan đề                                   | Thời lượng        |
| ----------------- | ----------------------------------------- | ----------------- |
| 1.                | "WORD OF THE VOICE"                       | 3:48              |
| 2.                | "ESCA"                                    | 3:18              |
| 3.                | "Always"                                  | 4:05              |
| 4.                | "WORD OF THE VOICE -Instrumental-"        | 3:47              |
| 5.                | "WORD OF THE VOICE -PERSONA Opening Mix-" | 1:34              |
| Tổng thời lượng:  | Tổng thời lượng:                          | 16:32             |

| SUICIDES LOVE STORY | SUICIDES LOVE STORY                  | SUICIDES LOVE STORY |
| STT                 | Nhan đề                              | Thời lượng          |
| ------------------- | ------------------------------------ | ------------------- |
| 1.                  | "SUICIDES LOVE STORY"                | 5:03                |
| 2.                  | "Setsuna no Kizuna (刹那の絆)"       | 4:54                |
| 3.                  | "Tsuiraku (墜落)"                    | 3:36                |
| 4.                  | "SUICIDES LOVE STORY ~Instrumental~" | 4:59                |
| Tổng thời lượng:    | Tổng thời lượng:                     | 18:32               |

| PERSONA ~trinity soul~ ORIGINAL SOUNDTRACK (ペルソナ ～トリニティ・ソウル～ オリジナル・サウンドトラック) | PERSONA ~trinity soul~ ORIGINAL SOUNDTRACK (ペルソナ ～トリニティ・ソウル～ オリジナル・サウンドトラック)                                    | PERSONA ~trinity soul~ ORIGINAL SOUNDTRACK (ペルソナ ～トリニティ・ソウル～ オリジナル・サウンドトラック) |
| STT | Nhan đề | Thời lượng                                                                                                |
| --- | --- | --- |
| 1. | "Der Mond zeigt mir meine eigne Gestalt ~Heine "Doppelganger" yori~ (Der Mond zeigt mir meine eigne Gestalt ～ハイネ「Doppelganger」より～)" | 3:52 |
| 2. | "trinity soul" | 2:54 |
| 3. | "still moment" | 2:46 |
| 4. | "Kakusareta Shinjitsu (隠された真実)" | 2:48 |
| 5. | "Reverse the Destiny" | 4:34 |
| 6. | "Marebito (稀人)" | 3:59 |
| 7. | "Mezameshi wa Nanji ga Tamashii no Chikara (目覚めしは汝が魂の力)"                                                                           | 4:58 |
| 8. | "just another day" | 1:57 |
| 9. | "Moeru Otoko no Tamashii (燃える漢の魂)" | 2:38 |
| 10. | "Shizuka naru Ketsui (静かなる決意)" | 3:02 |
| 11. | "Yami ni Ikite..... (闇に生きて……)" | 3:05 |
| 12. | "Marebito -another mix- (稀人 -another remix-)"                                                                                              | 2:42 |
| 13. | "Shock!!" | 3:29 |
| 14. | "Fall in decay" | 2:59 |
| 15. | "Nightmare" | 2:55 |
| 16. | "turning point" | 2:45 |
| 17. | "Ani no Omoi (兄の想い)" | 3:02 |
| 18. | "Mellow Dream" | 4:25 |
| 19. | "Der Mond zeigt mir meine eigne Gestalt -another ver.-"                                                                                      | 2:02 |
| 20. | "Ishiki to Muishiki ni Hazama (意識と無意識の狭間)"                                                                                          | 2:39 |
| 21. | "Dead End" | 3:28 |
| 22. | "trinity soul -piano ver.-" | 2:18 |
| 23. | "Old Wise Man" | 2:31 |
| 24. | "Greatmother" | 2:21 |
| 25. | "Raihousha (来訪者)" | 2:35 |
| 26. | "Soul Drive" | 4:28 |
| 27. | "Eien (永遠)" | 2:17 |
| 28. | "time limit" | 1:49 |
| 29. | "Houkai no Jokyoku (崩壊の序曲)" | 3:24 |
| 30. | "Kodoku (孤独)" | 2:38 |
| 31. | "Shinri Meikyuu (心理迷宮)" | 2:01 |
| 32. | "Kyuushuu (急襲)" | 2:23 |
| 33. | "Passion & Passion" | 2:30 |
| 34. | "Re:Birth of Destiny" | 2:44 |
| 35. | "Kaze ni Dakareshi Tamashii (風に抱かれし魂)"                                                                                                | 2:20 |
| 36. | "abyss of despair" | 2:44 |
| 37. | "Gynoid" | 3:07 |
| 38. | "Musubu Inori (結ぶ祈り)" | 2:46 |
| 39. | "Frontier" | 3:49 |
| 40. | "Memories" | 2:32 |
| 41. | "SOMEWHERE" | 3:40 |
| 42. | "Found Me" | 4:41 |
| Tổng thời lượng:                                                                                          | Tổng thời lượng: | 2:06:37                                                                                                   |

### Hòa nhạc
Aniplex cũng đã tổ chức hai buổi hòa nhạc với chủ đề là các bản nhạc trong dòng trò chơi Persona. Buổi hòa nhạc đầu có tên Persona Music Live: Velvet Room in Akasaka Blitz đã tổ chức tại Akasaka, Tokyo vào ngày 22 tháng 8 năm 2008, với chủ đề là các bản nhạc trong Persona 3, Persona 3: FES, Persona 4 và cả bộ anime Persona: Trinity Soul. Buổi hòa nhạc tập trung chủ yếu cho các bản nhạc của Persona 4 vốn vừa mới phát hành tại Nhật Bản khi đó. Aniplex sau đó đã phát hành DVD cho sự kiện này vào tháng 9 năm 2009. Buổi hòa nhạc thứ hai có tên Live in Velvet Room tổ chức tại khách sạn Wel City ở Shinjuku, Tokyo vào tháng 9 năm 2009. Với chủ đề là các bản nhạc trong Persona 3, Persona 4 và hai phiên bản làm lại cho hệ PlayStation Portable là Megami Ibunroku Persona và Persona 3 Portable.

## Đón nhận
Persona 3 nhận được nhiều đánh giá tích cực kể từ khi phát hành, Metacritic đã đánh giá trò chơi là 86. Shane Bettenhausen tại 1UP.com đã gọi trò chơi là "Mang đến khái niệm mới mẻ cho MegaTen (Megami Tensei)" cũng như "Trò chơi nhập vai PS2 hay nhất xuất hiện trong năm nay". Đánh giá hệ thống chiến đấu của trò chơi là "tuyệt vời" và khi trí tuệ nhân tạo điều khiển các thành viên trong nhóm anh cảm thấy "Đây là hệ thống chiến đấu nhanh và năng động nhất từ trước đến nay của dòng trò chơi này.". Eric Patterson tại tạp chí Play cũng chia sẻ cảm giác đó và nói các nhân vật "Rất thông minh" trong trận chiến và nhận xét "Nó củng cố ý tưởng các nhân vật không chỉ những cái bóng như các trò chơi khác mà là những nhân vật trong thế giới thực". Tuy nhiên Jeff Haynes tại IGN thì nói không thích hệ thống này vì nó dễ làm cho nhân vật chính đo ván và game over.
GameTrailers đã đánh giá trò chơi là 9,0 điểm với nhận xét "Chủ đề siêu nhiên tinh tế hiếm gặp" và nói rằng đây không phải là trò chơi mà những người đam mê thể loại nhập vai có thể bỏ lỡ. Patrick Joynt tại GameSpy đã khen yếu tố xã hội của Persona 3 và gọi các liên kết xã hội là "hầu như lôi cuốn". Trong khi ông nghi ngờ việc các yếu tố mô phỏng xã hội sẽ trở thành "Rào cản lớn" cho những người hâm mộ dòng Megami Tensei và cũng nói rằng "Không thể diễn tả hết trò chơi hay như thế nào". Heidi Kemps tại GamesRadar thì thấy chủ đề tuổi teen của trò chơi là "Một sự đổi mới" khi so sánh với các trò chơi khác và chủ đề của trò chơi đã chạm tới "Sự ngại ngùng trong xã hội là một phần của cuộc sống thường nhật". Patterson đã khen Atlus vì đã làm trò chơi "Hết sức thú vị" cũng như nói về việc "Cuộc sống bình thường của một học sinh trung học điển hình Nhật Bản" nên như thế. Jonathan Hunt tại G4 thì nói cấu trúc ngày qua ngày của Persona 3 giống như sự "Ban phúc và nguyền rủa" với việc "Chờ đợi các câu chuyên tiếp diễn hằng ngày với các nhân vật mới luôn xuất hiện" thì việc "Chui vào một ngục tối duy nhất hằng ngày... không phải lúc nào cũng hấp dẫn". Joe Juba tại Game Informer cũng đồng quan điểm khi nói rằng việc thiết kế môi trường của trò chơi khá yếu ớt với nhận xét "Hầu hết trò chơi diễn ra tại một khu vực (tháp Tartarus)". Ông nói rằng người mới chơi nếu chưa thử qua Megami Tensei sẽ gặp khó khăn khi tham gia trò chơi này với nhận xét "Nếu bạn không biết bất cứ điều gì về việc kết hợp các Persona hay từ bufu có nghĩa là băng thì bạn sẽ phải tìm hiểu nhiều.".
Persona 3: FES đã được Metacritic đánh giá là 89 điểm cao hơn Persona 3 một chút. Shane Bettenhausen nhận xét phần The Answer đã "Cung cấp phần kết cần thiết" cho phần The Journey. Kevin VanOrd đã gọi FES là "Phiên bản mở rộng tuyệt vời cho một trò chơi nhập vai vốn đã rất hay" trong phần nhận xét của mình ông cũng nói những người mới chơi cũng như đã chơi qua bản gốc không nên bỏ qua bản này. Tuy nhiên phần mở rộng The Answer bị than phiền là không có yếu tố mô phỏng xã hội như phần The Journey gốc, VanOrd thấy rằng phần mới này ít hấp dẫn hơn phần gốc vì lý do đó. Jeff Haynes nhận xét rằng phần mở rộng mới "Như một sự trở lại với phong cách trò chơi nhập vai cổ điển với việc chỉ chiến đấu và cày cấp độ" trong khi nhận xét phần đầu là "Phần đầu của Persona 3 hấp dẫn hơn nhiều". GameSpy và IGN thì nhận xét tiếp các vấn đề đã thấy trong phiên bản đầu như không có khả năng điều khiển trực tiếp các thành viên bên trong trận chiến.
Persona 3 Portable thì nhận được các ý kiến khác nhau nhưng phiên bản này được xem là phiên bản tốt nhất của Persona 3. Tại IGN thì một số đánh giá nói "Trò chơi đã đánh mất một số cái hay của mình", còn tại Metacritic thì trò chơi được đánh giá là 91 trên 100 điểm khi phát hành và đứng hàng thứ hai trong các trò chơi PSP hay nhất tại trang web này khi đó. Persona 3 Portable nhận được nhiều đánh giá tích cực, GamesRadar, IGN, 1UP.com và GamePro đã đánh giá mặc dù mặc dù đã phát hành hai lần trước đó phiên bản mở rộng này vẫn có giá trị chơi lại cao khi có thêm cốt truyện cho nữ nhân vật chính mới. Tạp chí Famitsū đã đánh giá trò chơi là 32/40 và nhận xét "Các khác biệt trong các liên kết xã hội khiến nó trở nên hấp dẫn ngay cả với người chơi cũ", Destructoid và GamePro đã đánh giá trò chơi với số điểm tuyệt đối. Tại GameTrailers trò chơi đứng thứ hai trong danh hiệu Trò chơi PSP hay nhất sau God of War: Ghost of Sparta và cũng đứng thứ hai trong danh hiệu Trò chơi nhập vai hay nhất sau Mass Effect 2. Ba trang web chuyên về trò chơi nhập vai đã trao các danh hiệu cho trò chơi là RPGamer với danh hiệu Phiên bản hay nhất, RPGFan với danh hiệu Trò chơi nhập vai hay nhất trên hệ máy cầm tay và RPGLand với danh hiệu Trò chơi hay nhất của hệ máy.
Shane Bettenhausen bình luận về cách sử dụng các Evoker là "Rất táo tợn và gây sốc" khi đang nói về Atlus, nhưng khi xét về tổng thể thì "Nó tạo ra các cảm giác rất phù hợp với các không gian đen tối của trò chơi". Tương tự, Joe Juba cũng nghĩ rằng cách sử dụng các Evoker là "Thích hợp với không gian đen tối" một cách "hoàn hảo". Jeff Haynes bình luận về hình ảnh các nhân vật khi sử dụng Evoker là "Hấp dẫn và gây sốc cùng lúc". Kevin VanOrd tại GameSpot đã nhận xét là "Không bao giờ chán và nó không bao giờ bớt thú vị và khi xét đến việc bạn có thể chơi trong suốt năm, sáu, bảy, tám mươi giờ hoặc nhiều hơn, đó thực sự nói lên việc gì đó.". Atlus đã không bỏ yếu tố Evoker ra khỏi trò chơi khi phát hành trò chơi ra quốc tế dù có các tranh cãi. Nich Maragos tại 1UP.com nói Atlus không hề nhận được bất kỳ một lời góp ý trực tiếp nào cả.
Persona 3 đã được gọi là trò chơi nhập vai hay nhất trên Famitsū năm 2006, trên GameSpot và RPGFan năm 2007. GameSpy đã trao danh hiệu Trò chơi nhập vai trên hệ PS2 của năm và xếp trò chơi ở vị trí thứ hai trong bảng 10 trò chơi hay nhất của năm 2007. IGN đã xếp Persona 3 ở vị trí thứ 15 trong bảng 25 trò chơi PS2 hay nhất mọi thời đại. 1UP.com đã gọi trò chơi là "Trò chơi có tài gây tranh cãi nhưng lại chẳng có tranh cãi nào" năm 2007. RPGamer đã xếp trò chơi ở vị trí thứ nhất trong danh sách "Trò chơi nhập vai hàng đầu của thập kỷ" và hạng nhì tại RPGFan trong bảng "20 trò chơi nhập vai hàng đầu của thập kỷ trước".